# پاپان (شهرستان قره‌سو)
پاپان (به لاتین: Papan) یک روستا در قرقیزستان است که در شهرستان قره‌سو (قرقیزستان) واقع شده‌است. پاپان ۴٬۰۹۲ نفر جمعیت دارد و ۱٬۳۵۵ متر بالاتر از سطح دریا واقع شده‌است.